# (367944) 2012 DR15
(367944) 2012 DR15 es un asteroide perteneciente al cinturón de asteroides, descubierto el 15 de noviembre de 2003 por el equipo del Spacewatch desde el Observatorio Nacional de Kitt Peak, Arizona, Estados Unidos.

## Designación y nombre
Designado provisionalmente como 2012 DR15.

## Características orbitales
2012 DR15 está situado a una distancia media del Sol de 2,359 ua, pudiendo alejarse hasta 2,420 ua y acercarse hasta 2,299 ua. Su excentricidad es 0,025 y la inclinación orbital 4,342 grados. Emplea 1324,19 días en completar una órbita alrededor del Sol.

## Características físicas
La magnitud absoluta de 2012 DR15 es 17,9.